# 1992 في أنغولا

هذه قائمة بالأحداث التي وقعت في عام 1992 في  أنغولا.

## في السلطة
- الرئيس : خوسيه إدواردو دوس سانتوس
- رئيس الوزراء : فرناندو خوسيه دي فرانسا دياس فان دونم (حتى 2 ديسمبر)، ماركولينو موكو

## أحداث
- 24 مارس - قرار مجلس الأمن الدولي رقم 747 لتوسيع بعثة الأمم المتحدة للتحقق في أنغولا 2 [1]
- 27 أغسطس - إلغاء جمهورية أنغولا الشعبية وإنشاء جمهورية أنغولا [2] [3]
- 29-30 سبتمبر: 1992 الانتخابات العامة الأنغولية [4]
- 30 أكتوبر - 1 نوفمبر: مذبحة الهالوين، المعروفة أيضًا باسم حرب الأيام الثلاثة. [5]
- 30 نوفمبر - قرار مجلس الأمن الدولي رقم 793 بتمديد تفويض بعثة الأمم المتحدة للتحقق في أنغولا 2 [6]

## وفيات
- 1 نوفمبر - أليسيريس مانغو
- 2 نوفمبر
  - جيريمياس شيتوندا
  - إلياس سالوبيتو بينا